# Bannière gauche de Tumd
Pour les articles homonymes, voir Tumd.
La bannière gauche de Tumd (土默特左旗 ; pinyin : Tǔmòtè Zuǒ Qí) est une subdivision administrative de la région autonome de Mongolie-Intérieure en Chine. Elle est placée sous la juridiction de la ville-préfecture de Hohhot.

## Démographie
La population de la bannière était de 345 015 habitants en 1999.